# Gran Premio motociclistico di Doha
Il Gran Premio motociclistico di Doha è stata la seconda prova del motomondiale 2021. A causa della pandemia da COVID-19, la FIM ha modificato il calendario originale previsto per la stagione 2021, posticipando a fine stagione le due tappe in territorio americano, il Gran Premio dell'Argentina e il Gran Premio delle Americhe, e sostituendoli con il Gran Premio di Doha e il Gran Premio del Portogallo. La gara si è svolta il 4 aprile 2021 sul circuito di Lusail, una settimana dopo il Gran Premio del Qatar.

## Risultati del Gran Premio
| Anno | Circuito | Moto3              | Moto2             | MotoGP                    | Resoconto |
| ---- | -------- | ------------------ | ----------------- | ------------------------- | --------- |
| 2021 | Losail   | Pedro Acosta (KTM) | Sam Lowes (Kalex) | Fabio Quartararo (Yamaha) | Resoconto |